# Coleophora albella
Coleophora albella é uma espécie de mariposa do gênero Coleophora pertencente à família Coleophoridae.